# Брукс Орпик
Брукс Орпик (енгл. Brooks Orpik; Сан Франциско, САД, 26. септембар 1980) је амерички хокејаш који тренутно игра у Вашингтон капиталсима. Игра у одбрани.

## Каријера
Орпик је ишао у Nichols School у Бафало и на Тајер академији у Бејнтрију. Играо је три сезоне на Бостонском колеџу са којим је два пута, 1999. и 2001. године освајао прво место у конференцији Hockey East, а 2001. је освојио NCAA хокејашки турнир.
Орпик је изабран као осамнаести пик на драфту 2000. године од стране Питсбург пенгвинса. Каријеру је започео у Америчкој хокејашкој лиги (АХЛ) у екипи Вилкс-Баре/Скрентон пенгвинси, 2001. године. У првој сезони је одиграо 78 мечева и постигао два гола. У НХЛ-у је дебитовао за Пенгвинсе 2002, али се после само шест меча вратио у Вилкс-Баре/Скрентон Пенгвинсе и за њих одиграо 71 меч и постигао 4 гола. Од 2003. па до данас наступа за Питсбург пенгвинсе. Наредне сезоне се изборио за место у тиму Питсбурга па је за клуб одиграо 79 утакмица, постигао 1 гол и имао 9 асистенција.
Орпик је потписао шестогодишњи уговор у лето 2008 са Питсбург пенгвинсима вредан 22,5 милиона долара.
У сезони 2008/09 са Питсбург пенгвинсима је освојио Стенли куп победивши у финалу Детроит ред вингсе.
Дана 17. децембра 2011, Орпик је остварио 100 поен у каријери.

### Репрезентација
Са Хокејашком репрезентацијом Сједињених Америчких Држава је освојио сребрну медаљу на Зимским олимпијским играма 2010. у Ванкуверу.

## Статистика
| 1998/99    | Колеџ Бостон                  | НЦАА       | 41  | 1  | 10  | 11  | 96  | —  | — | —  | —  | —  |
| 1999/00    | Колеџ Бостон                  | НЦАА       | 38  | 1  | 9   | 10  | 104 | —  | — | —  | —  | —  |
| 2000/01    | Колеџ Бостон                  | НЦАА       | 40  | 0  | 20  | 20  | 124 | —  | — | —  | —  | —  |
| 2001/02    | Вилкс-Баре/Скрентон пенгвинси | АХЛ        | 78  | 2  | 18  | 20  | 99  | —  | — | —  | —  | —  |
| 2002/03    | Вилкс-Баре/Скрентон пенгвинси | АХЛ        | 71  | 4  | 14  | 18  | 105 | 6  | 0 | 0  | 0  | 14 |
| 2002/03    | Питсбург пенгвинси            | НХЛ        | 6   | 0  | 0   | 0   | 14  | —  | — | —  | —  | —  |
| 2003/04    | Питсбург пенгвинси            | НХЛ        | 79  | 1  | 9   | 10  | 127 | —  | — | —  | —  | —  |
| 2003/04    | Вилкс-Баре/Скрентон пенгвинси | АХЛ        | 3   | 0  | 0   | 0   | 2   | 24 | 0 | 4  | 4  | 5  |
| 2005/06    | Питсбург пенгвинси            | НХЛ        | 64  | 2  | 7   | 9   | 124 | —  | — | —  | —  | —  |
| 2006/07    | Питсбург пенгвинси            | НХЛ        | 70  | 0  | 6   | 6   | 82  | 5  | 0 | 0  | 0  | 8  |
| 2007/08    | Питсбург пенгвинси            | НХЛ        | 78  | 1  | 10  | 11  | 57  | 20 | 0 | 2  | 2  | 18 |
| 2008/09    | Питсбург пенгвинси            | НХЛ        | 79  | 2  | 17  | 19  | 73  | 24 | 0 | 4  | 4  | 22 |
| 2009/10    | Питсбург пенгвинси            | НХЛ        | 73  | 2  | 23  | 25  | 64  | 13 | 0 | 2  | 2  | 12 |
| 2010/11    | Питсбург пенгвинси            | НХЛ        | 63  | 1  | 12  | 13  | 66  | 7  | 0 | 3  | 3  | 14 |
| 2011/12    | Питсбург пенгвинси            | НХЛ        | 73  | 2  | 16  | 18  | 61  | 6  | 0 | 0  | 0  | 4  |
| НХЛ укупно | НХЛ укупно                    | НХЛ укупно | 585 | 11 | 100 | 111 | 656 | 75 | 0 | 11 | 11 | 78 |